# Lääne (hạt)
Hạt Lääne (tiếng Estonia: Lääne maakond), hoặc Läänemaa (nghĩa là "vùng đất phía tây"; tiếng Đức: Wiek, tiếng Latinh: Rotalia), là một trong 15 hạt ở Estonia. Nó nằm ở phía tây Estonia và tiếp giáp Biển Baltic về phía bắc và các hạt Harju, Rapla, Pärnu và đảo Saare và Hiiu. Tháng 1 năm 2009 hạt Lääne có dân số 23.810 người – chiến 2,0% tổng dân số Estonia.

## Khu tự quản
Hạt được chia thành các khu tự quản. Có một khu tự quản đô thị, Haapsalu và 9 khu tự quản nông thôn ở hạt Lääne.
Khu tự quản đô thị:
- Haapsalu

Các khu tự quản nông thôn:
- Hanila Parish
- Kullamaa Parish
- Lääne-Nigula Parish

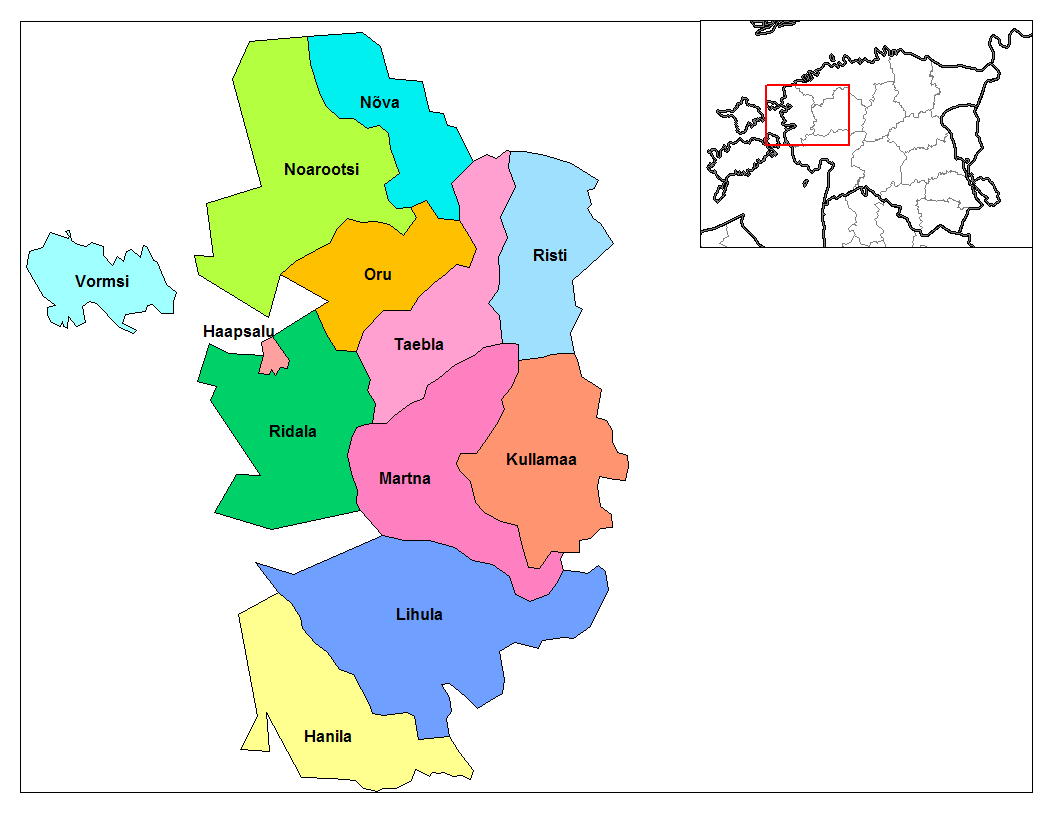
Các khu tự quản ở hạt Lääne

- Lihula Parish (có thị trấn Lihula)
- Martna Parish
- Noarootsi Parish
- Nõva Parish
- Ridala Parish
- Vormsi Parish

## Hình ảnh

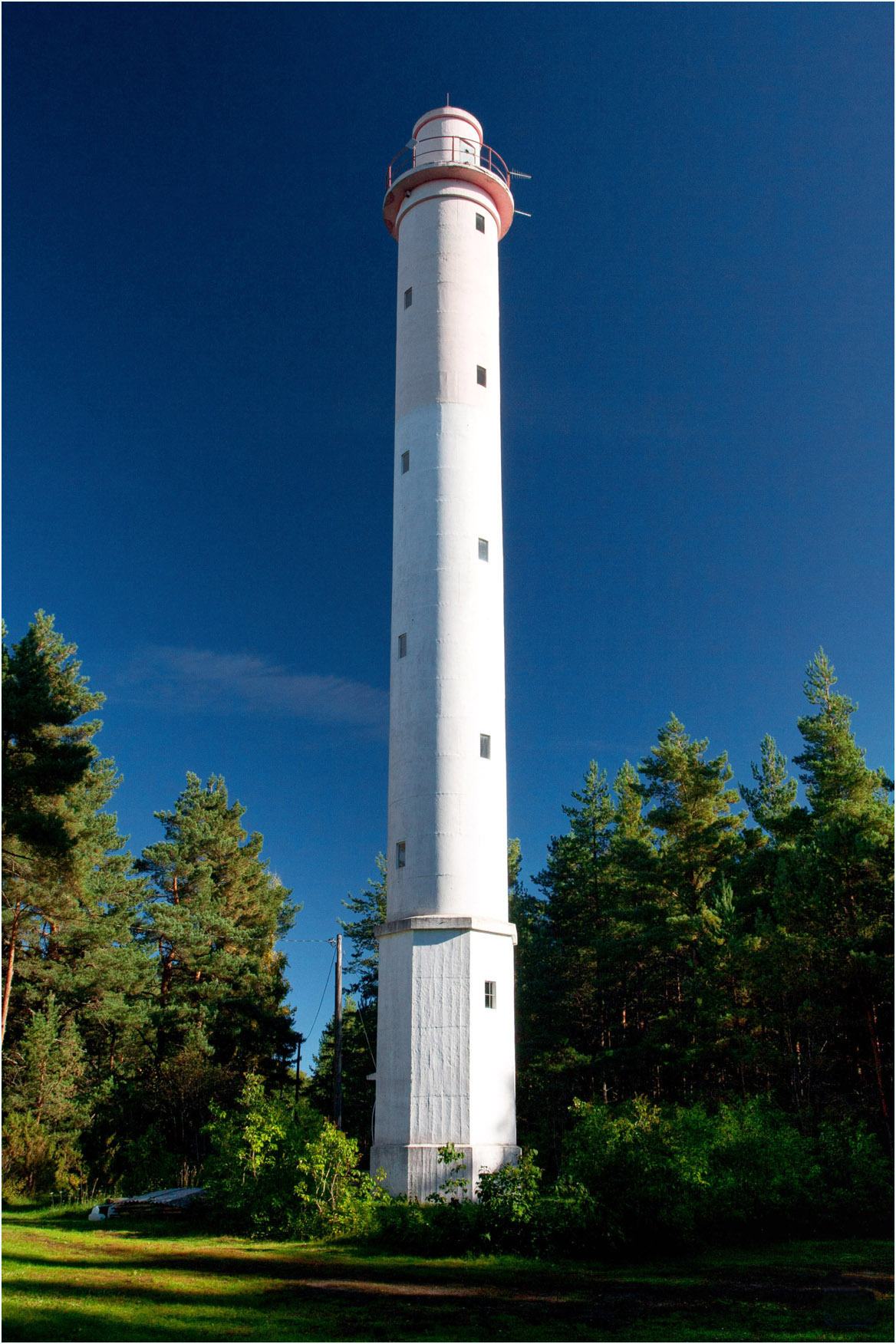
Hải đăng Norrby ở Vormsi
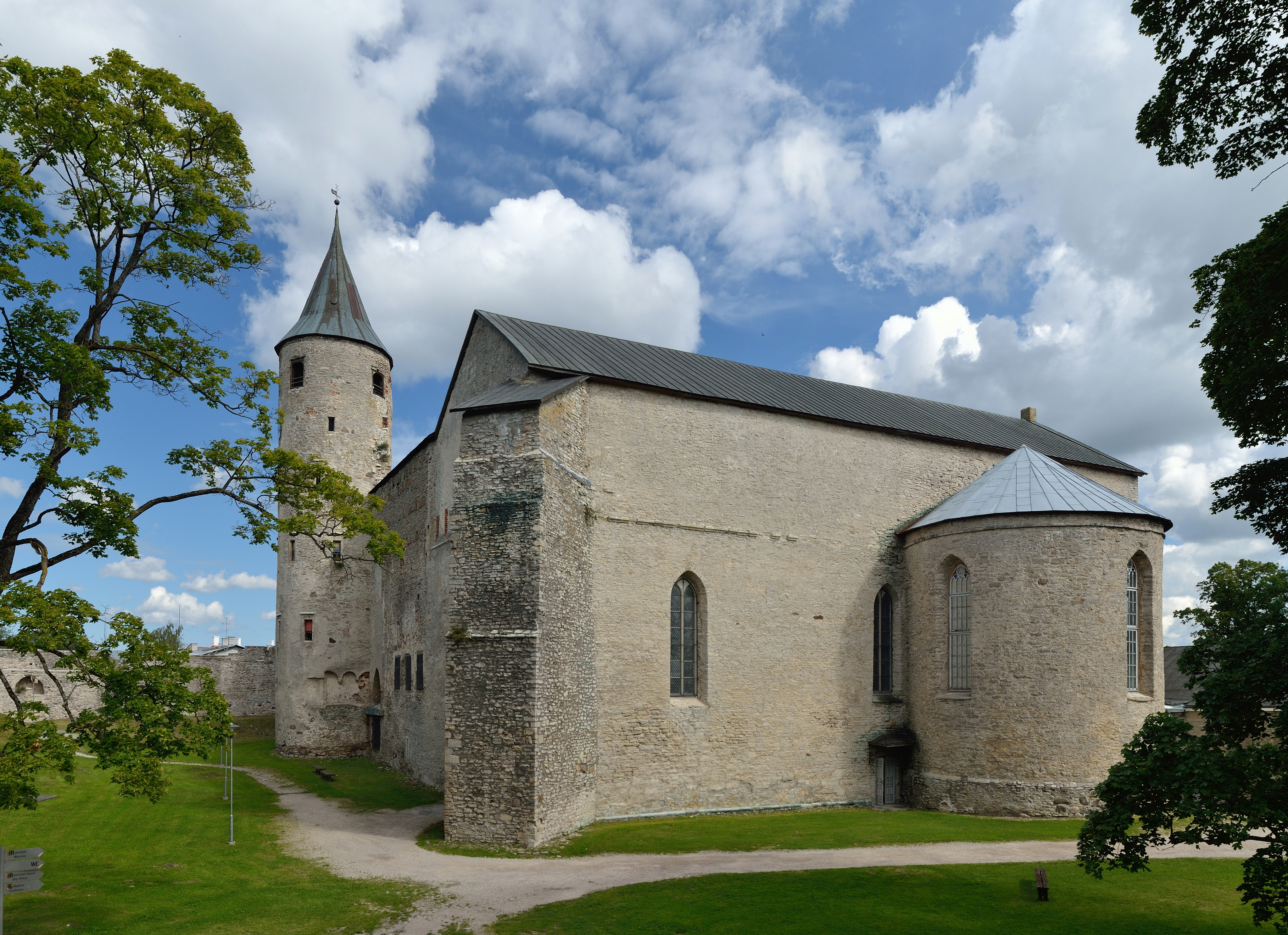
Nhà thờ lâu đài Haapsalu
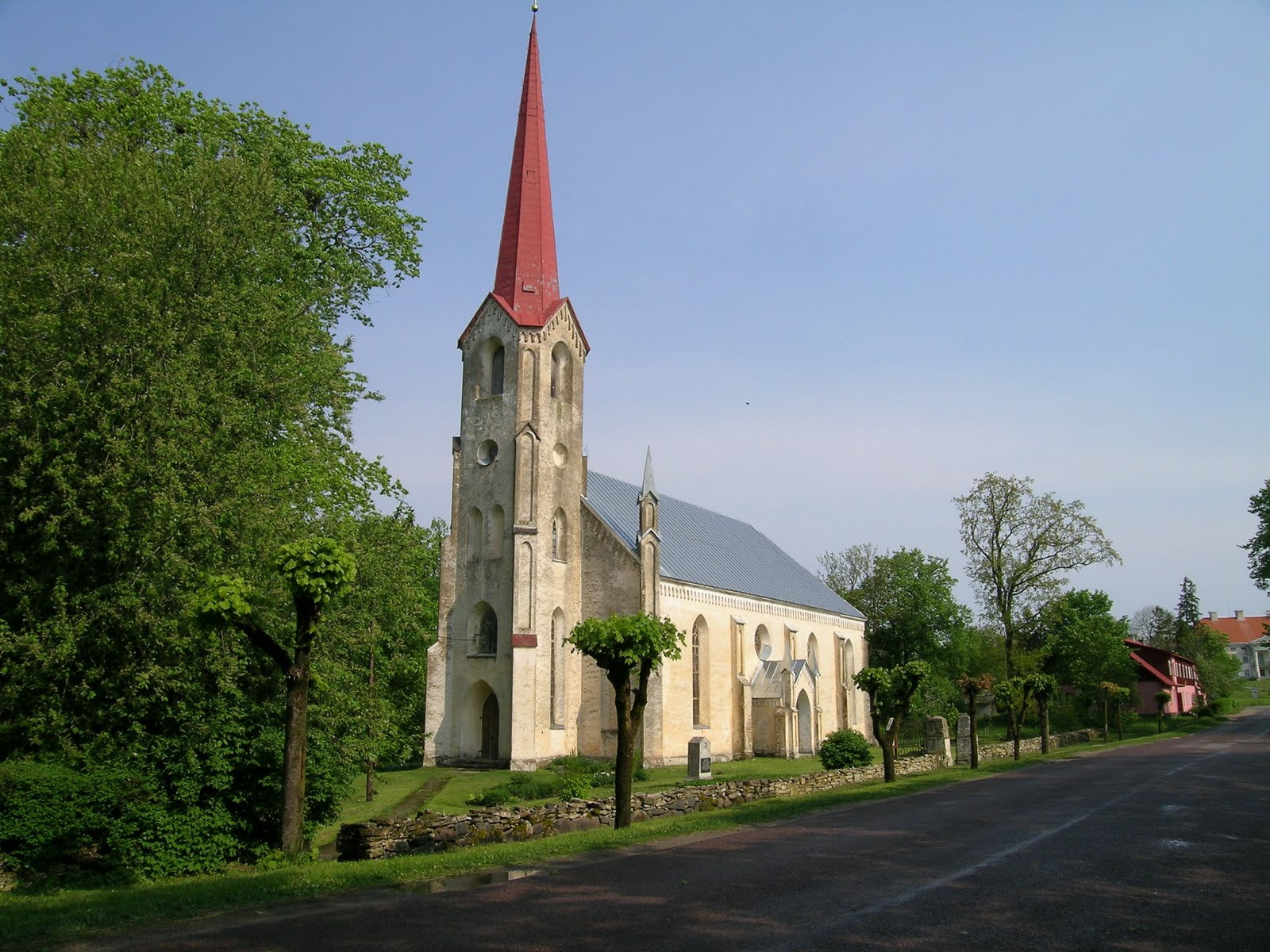
Nhà thờ Lihula
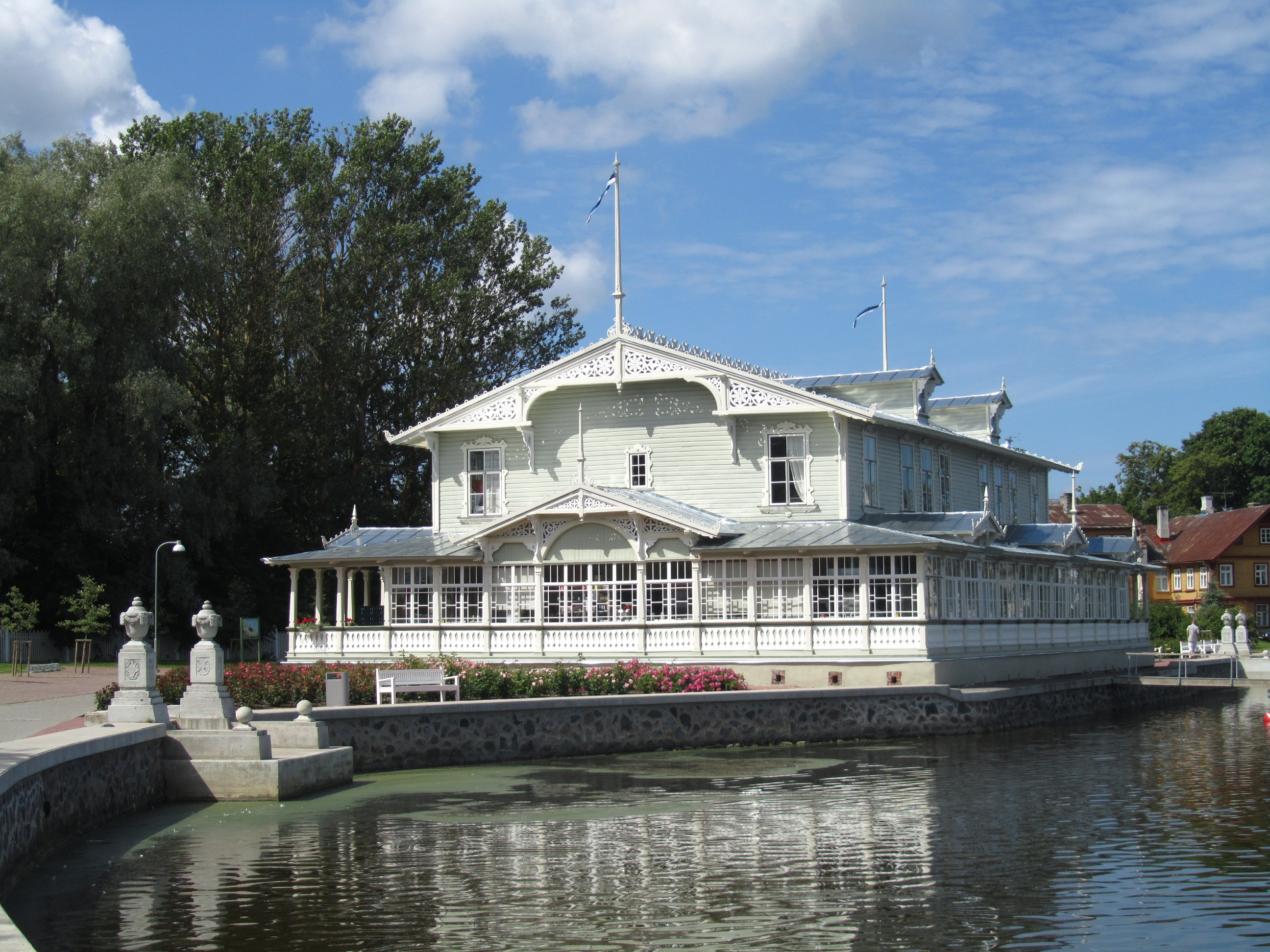
Haapsalu Kuursaal
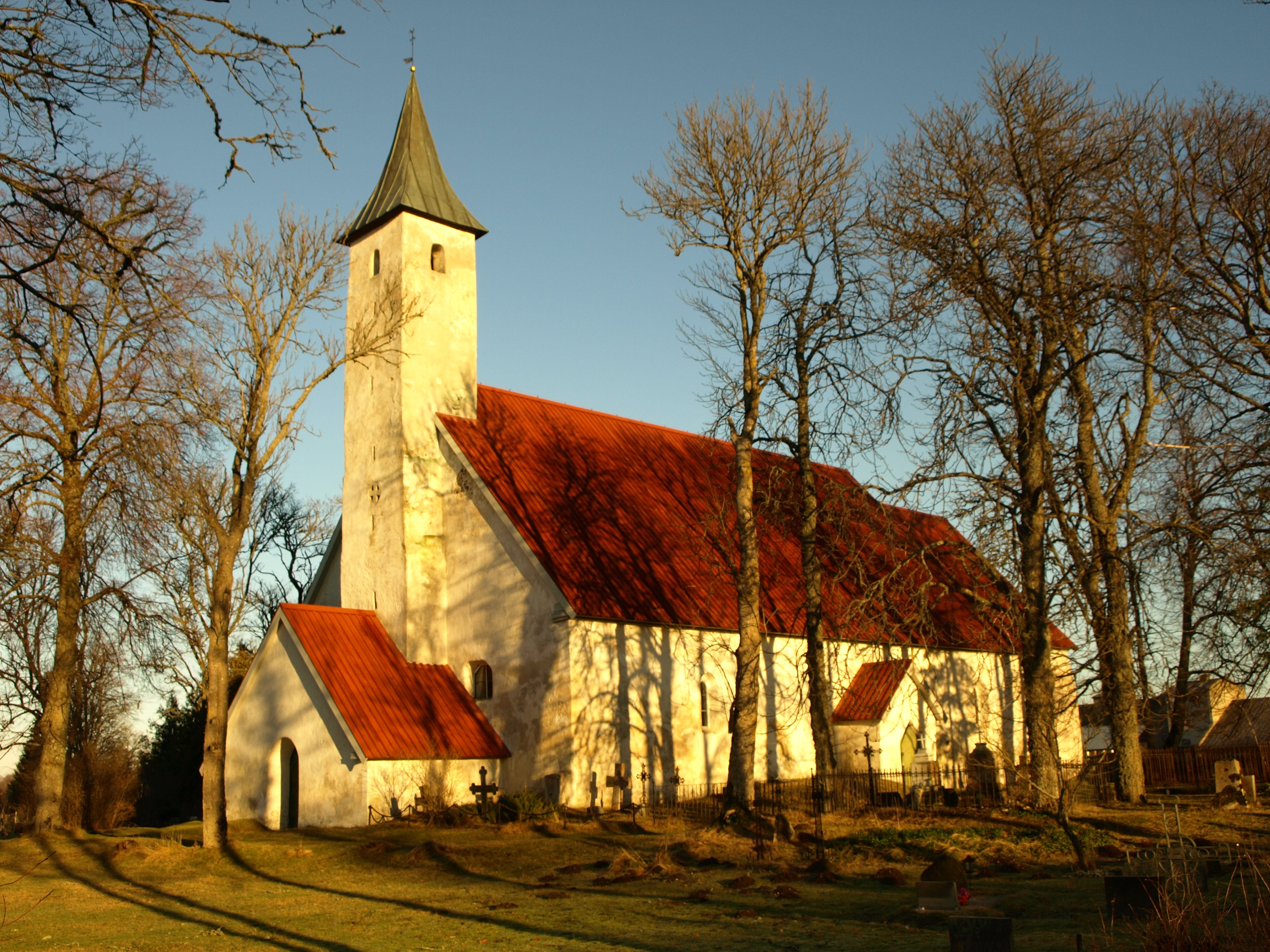
Nhà thờ Noarootsi
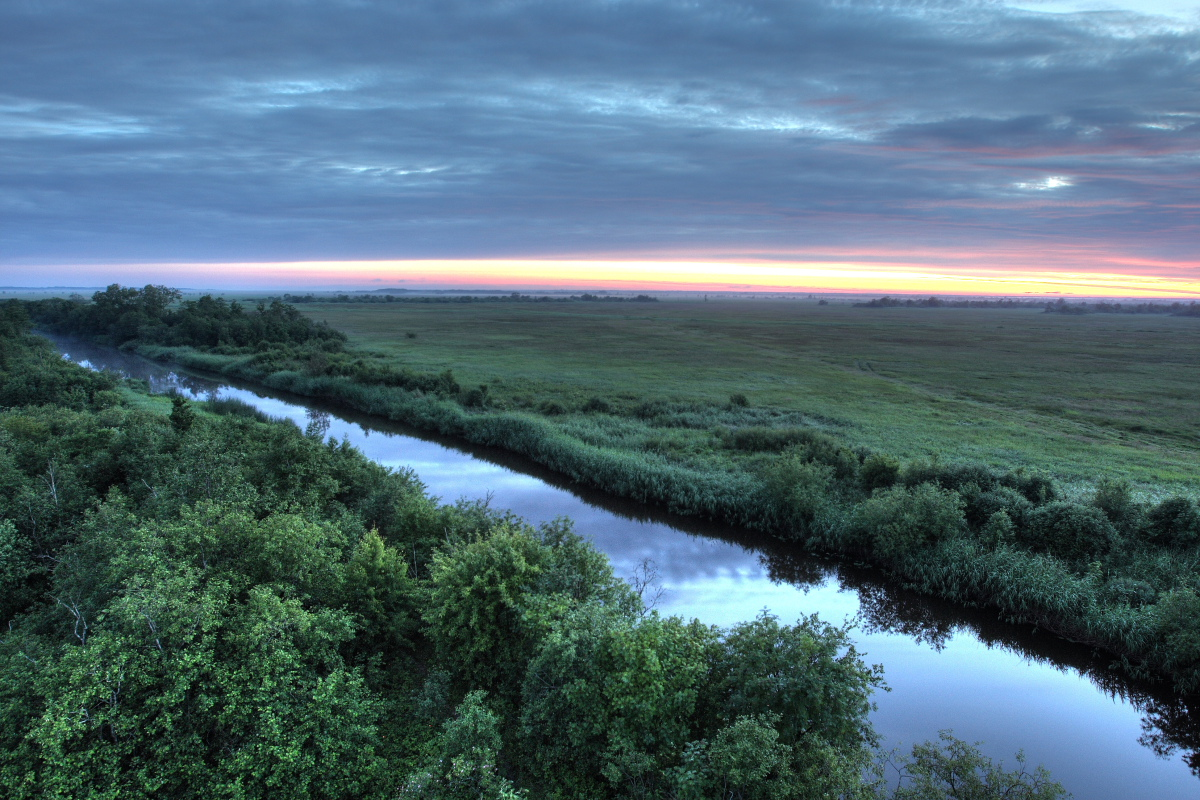
Sông Kasari ở vườn quốc giaMatsalu
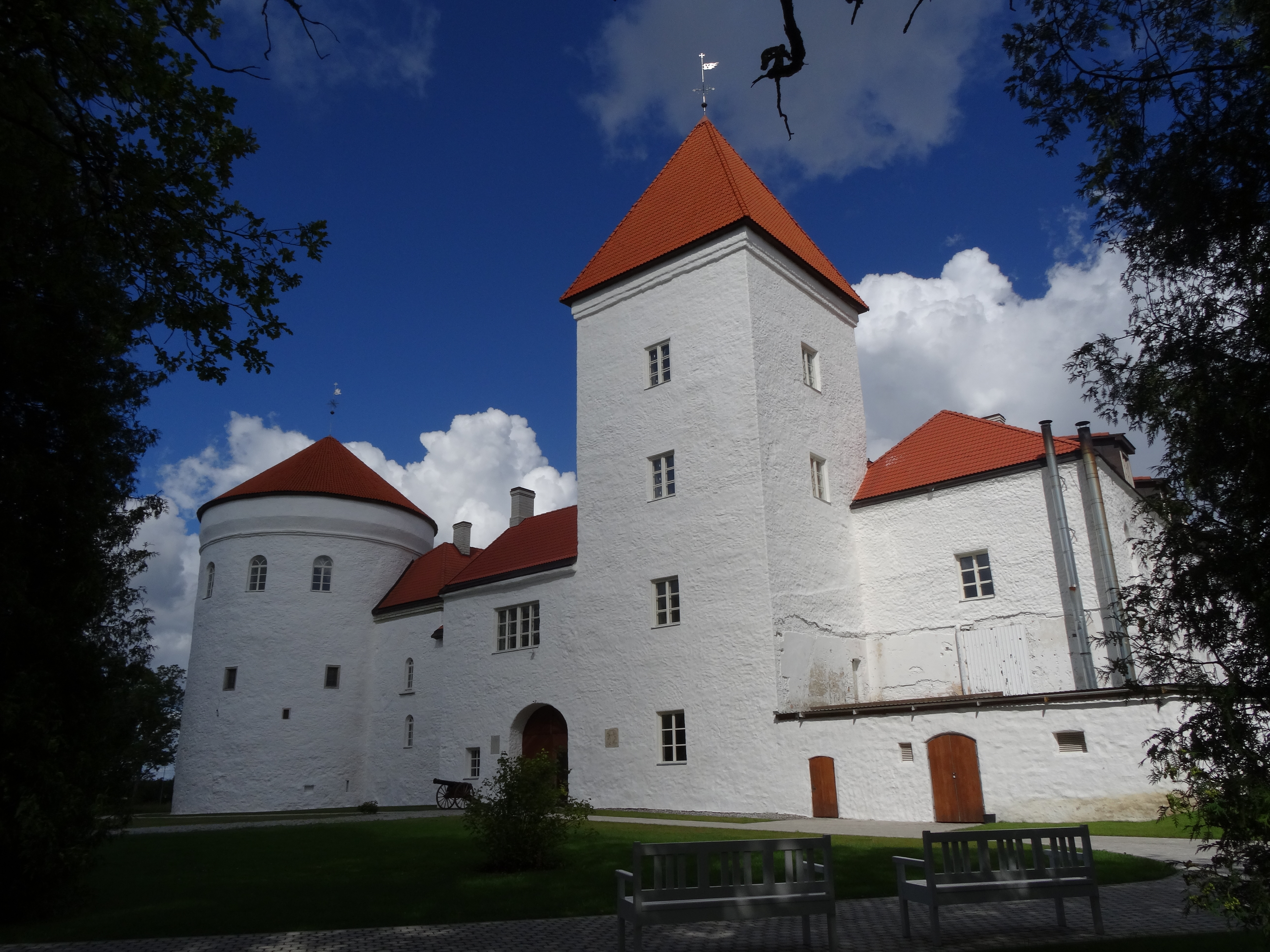
Lâu đài Koluvere
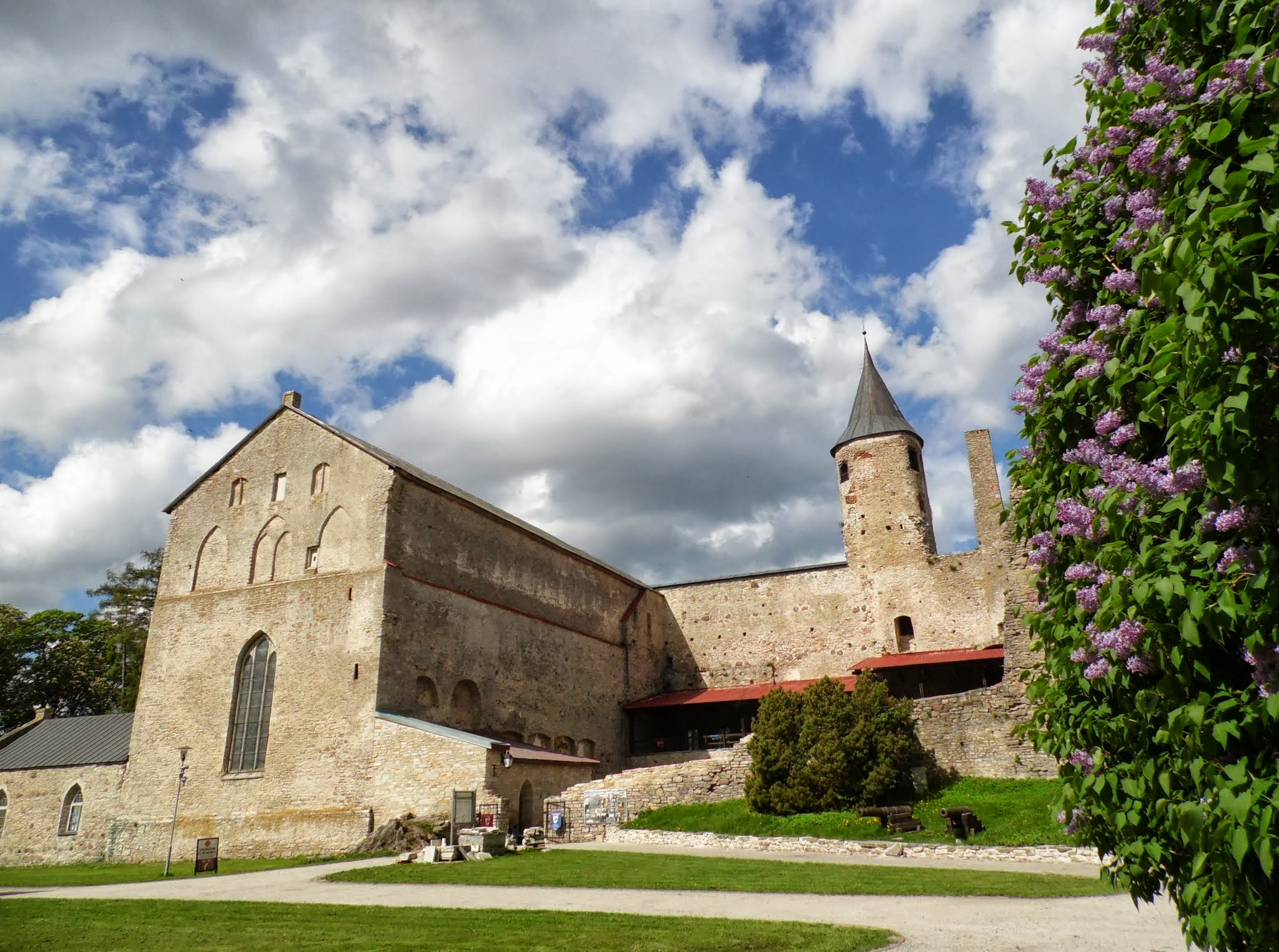
Lâu đài Haapsalu
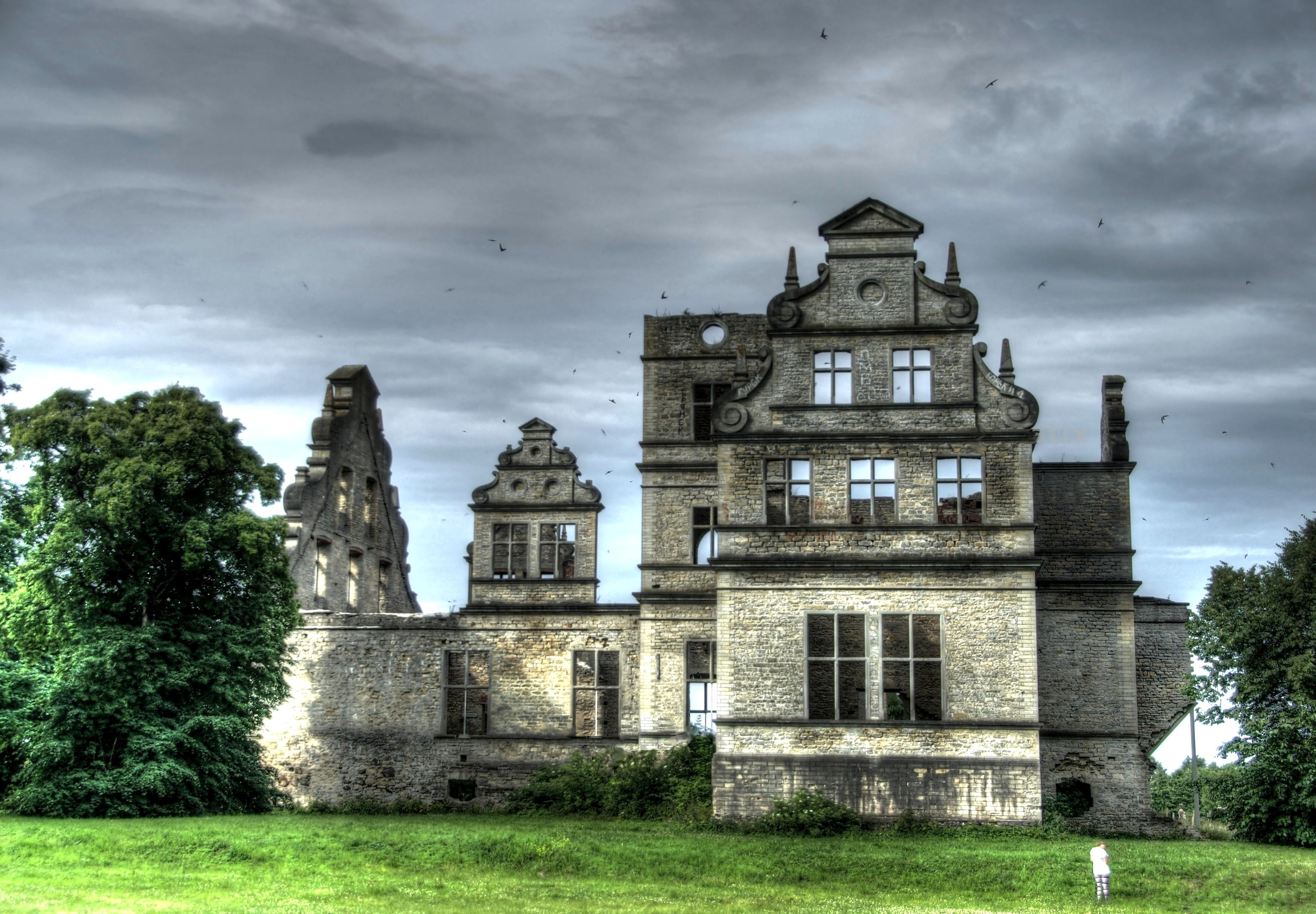
Lâu đài Ungru ở Kiltsi
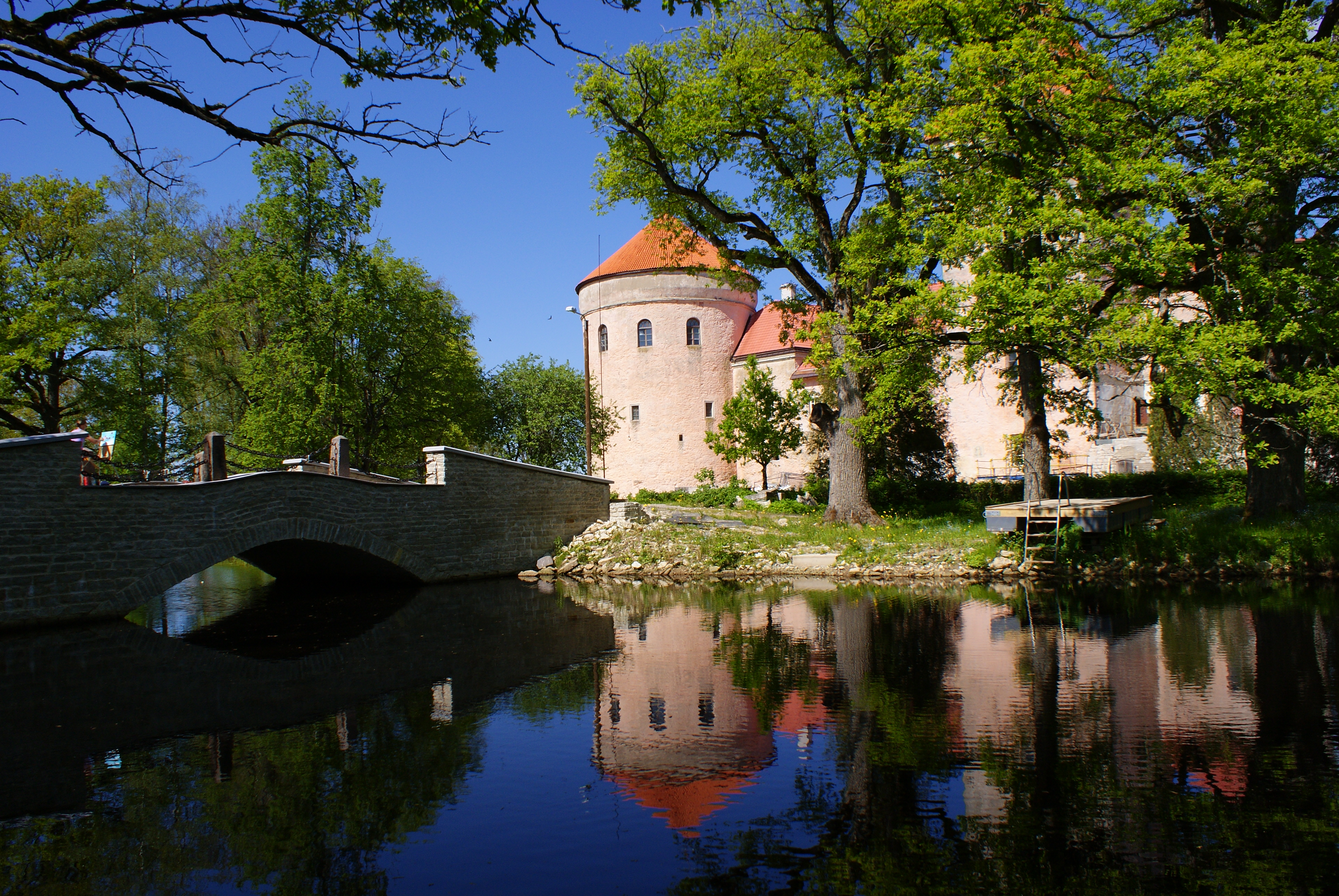
Biệt thự Koluvere
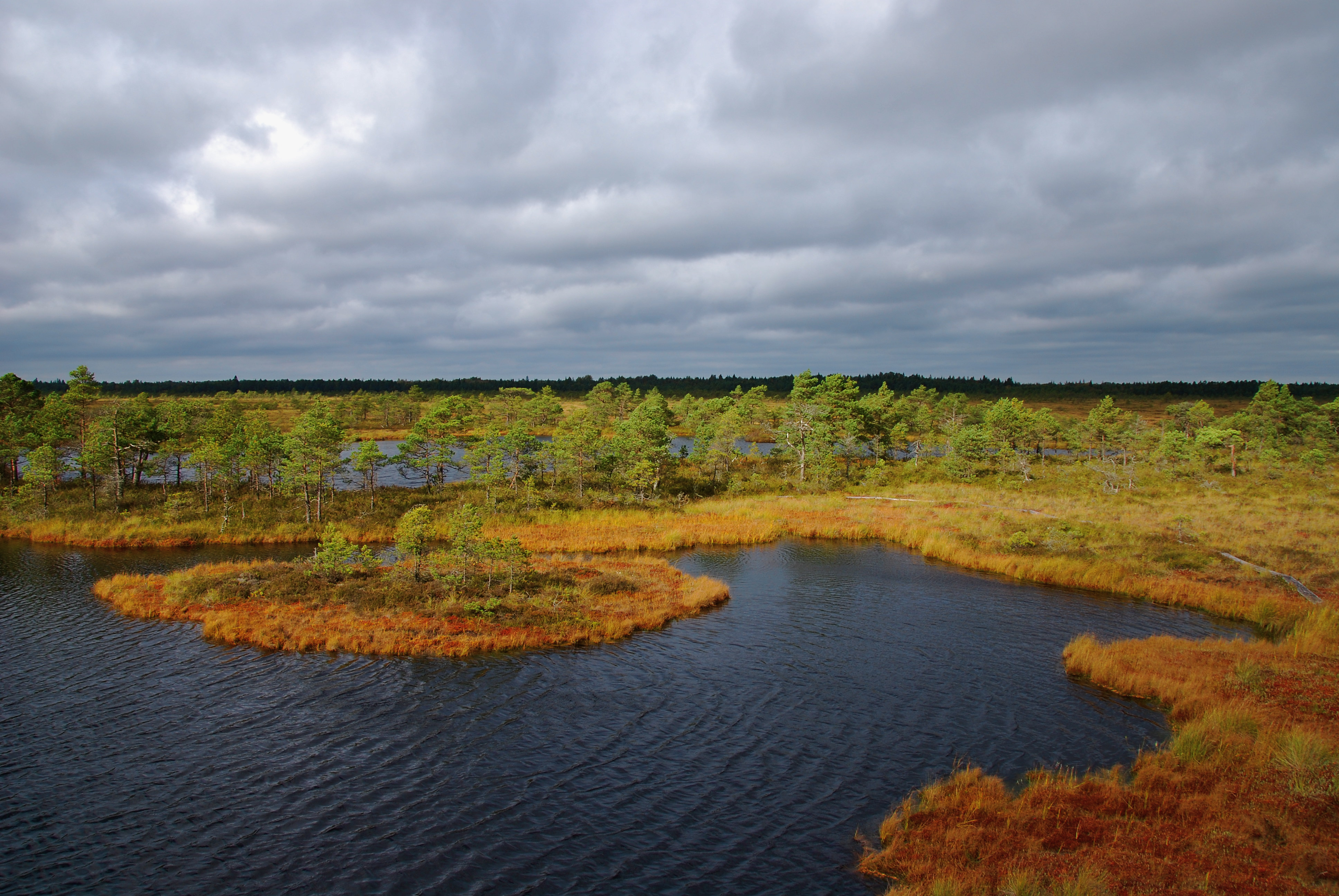
Đầm lầy Marimetsa
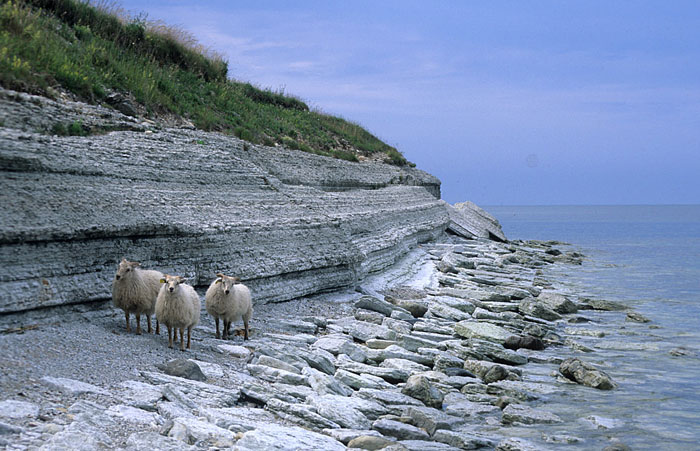
Đảo Osmussaar
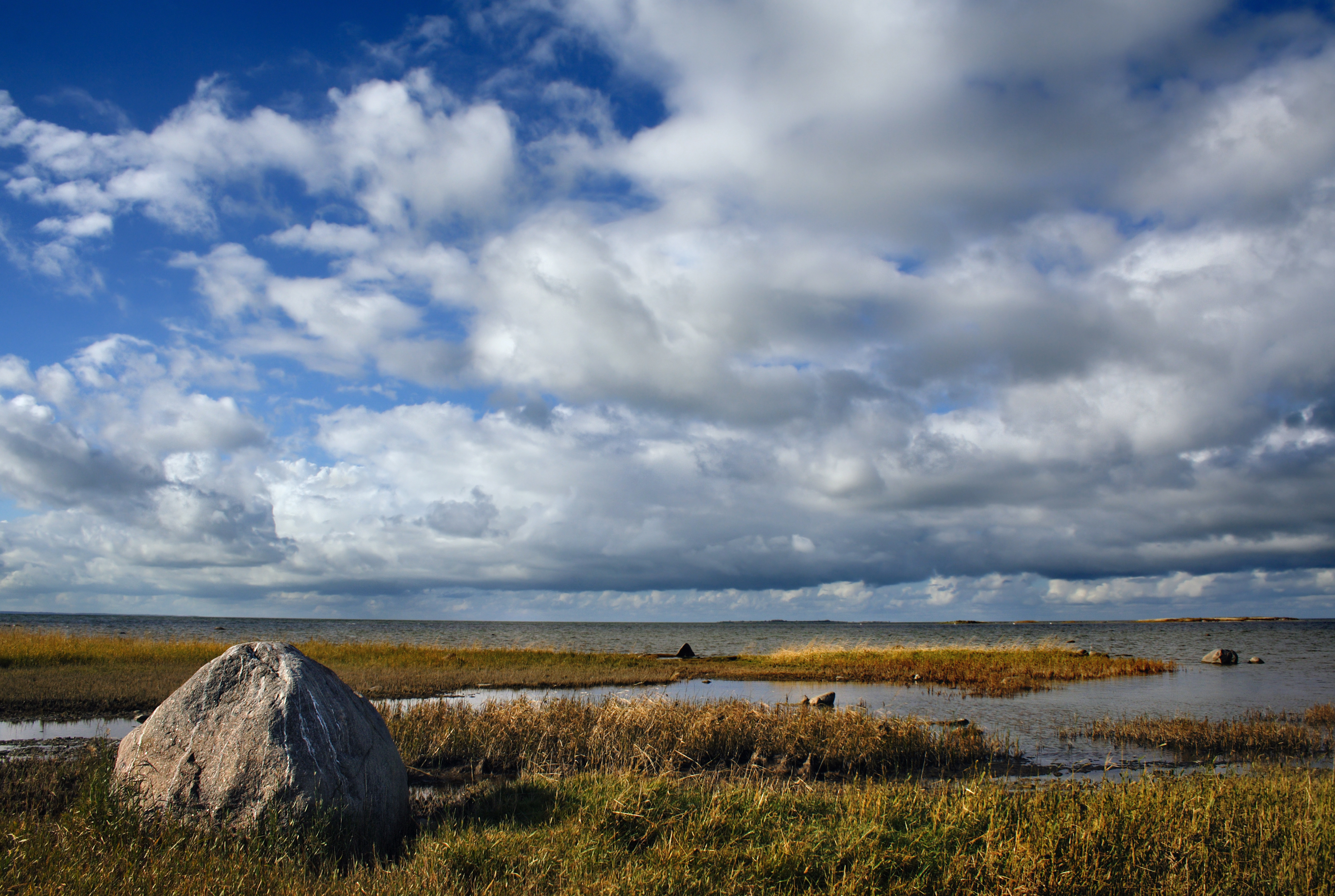
Vịnh Matsalu
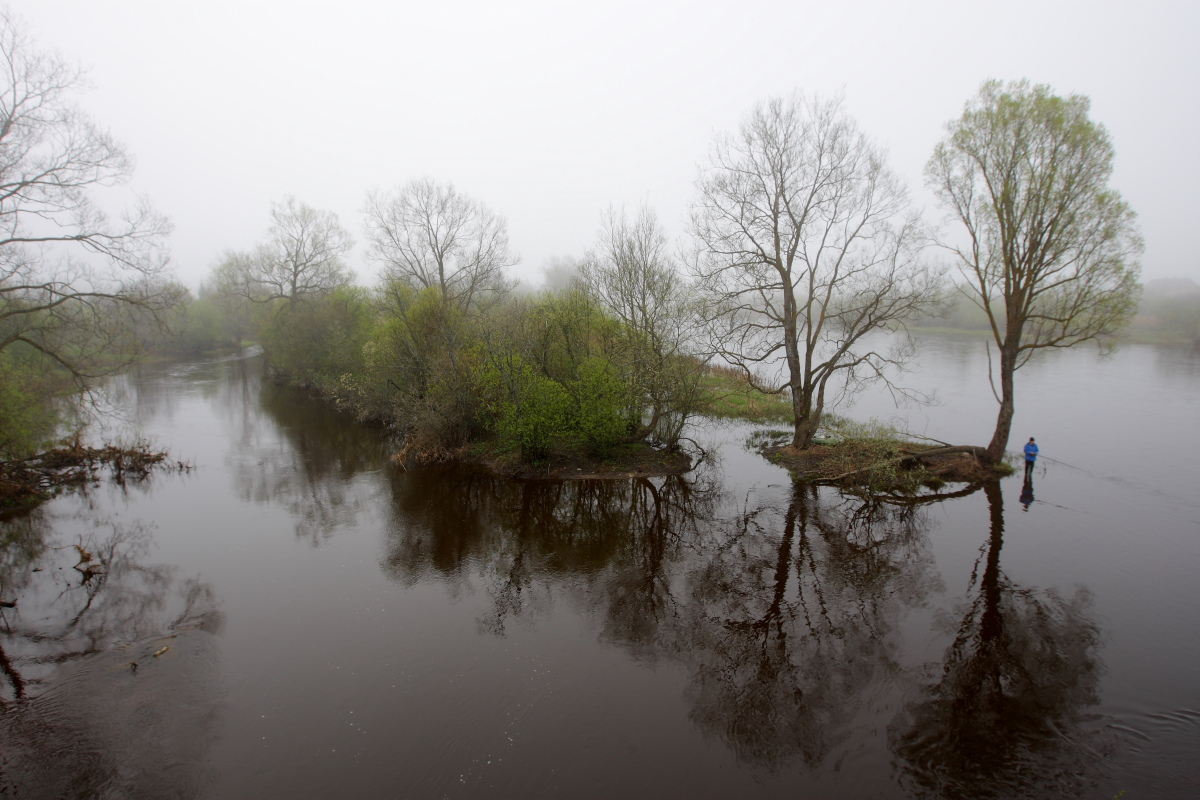
Sông Kasari
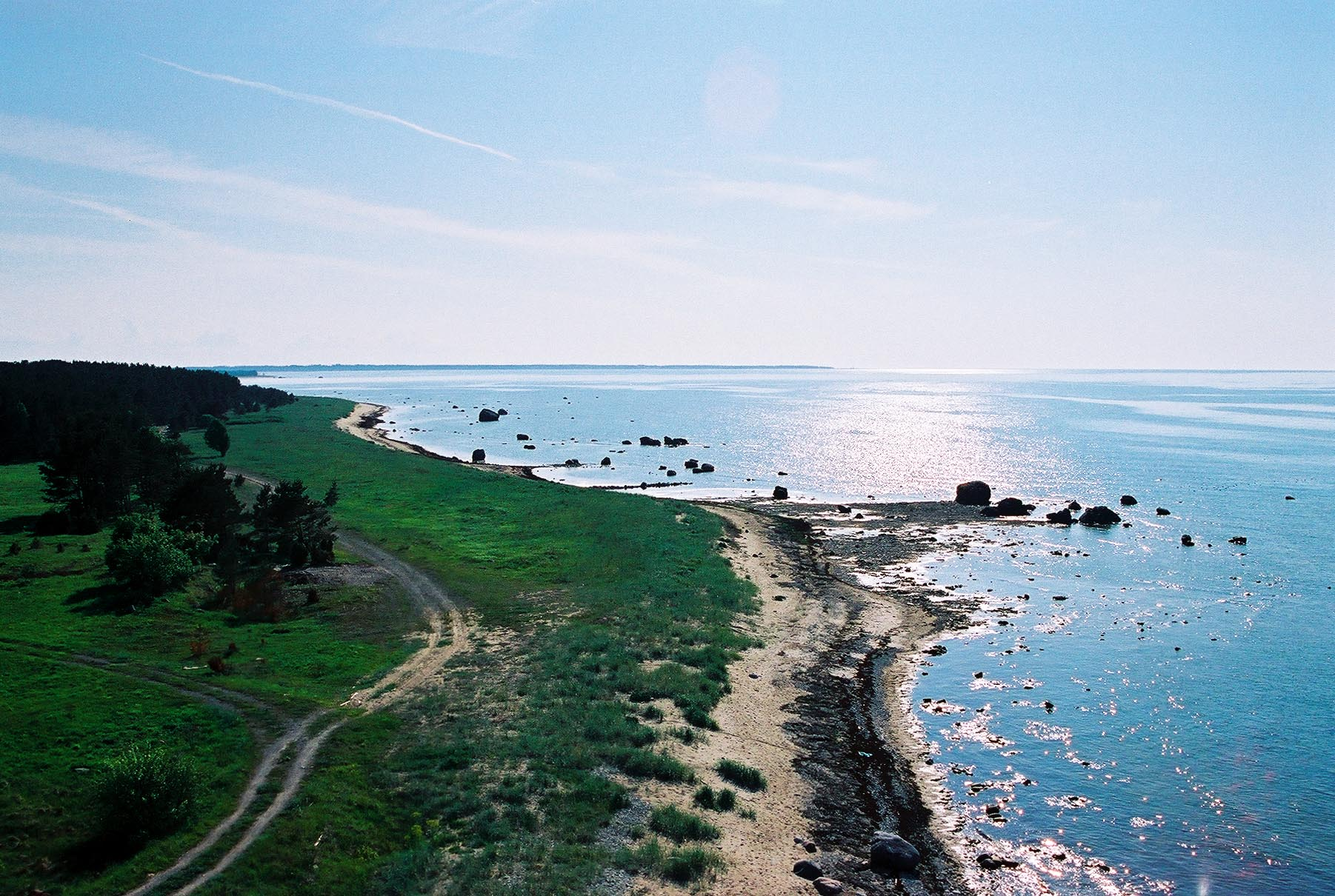
Bờ biển phía tây bắc Estonia gần Nõva, hạt Lääne